# Anemone tamarae
Anemone tamarae är en ranunkelväxtart som beskrevs av S.S. Kharkevich. Anemone tamarae ingår i släktet sippor, och familjen ranunkelväxter. Inga underarter finns listade i Catalogue of Life.